# Ogum állomás
Az Ogum (Ogeum) állomás a szöuli metró 3-as és 5-ös vonalának állomása, mely Szongpha (Songpa) kerületben található. Itt forgatták A Bourne-hagyaték című amerikai film egyes jeleneteit.

## Viszonylatok
| 3-as vonal                               | 3-as vonal                | 3-as vonal                              |
| ---------------------------------------- | ------------------------- | --------------------------------------- |
| Nemzeti Rendőrkórház Tehva (Daehwa) felé | fő vonal                  | végállomás                              |
| 5-ös vonal                               |                           |                                         |
| Pangi (Bangi) Panghva (Panghwa) felé     | Macshon (Macheon) szakasz | Kerong (Gaerong) Macshon (Macheon) felé |